# Барабанов Олександр Трифонович
Олександр Трифонович Барабанов (нар. 9 квітня 1928 — пом. 19 вересня 2018) — радянський і російський вчений, доктор технічних наук, професор, член Американського математичного товариства (1990).
Відомий вчений у галузі вирішення ряду задач кінематики і динаміки керованих об'єктів, використаних у розробках перспективної високоточної ракетної зброї. Є автором понад 300 наукових праць, в тому числі 7 монографій, а також понад 10 авторських свідоцтв на винаходи.

## Біографія
Народився 9 квітня 1928 року в Севастополі.
Закінчив Ленінградський військово-механічний інститут (нині Балтійський державний технічний університет «Воєнмах») у 1952 році і Ленінградський університет (нині Санкт-Петербурзький державний університет) у 1958 році.
Після закінчення «Воєнмеха» працював у цьому ЗВО: асистент, доцент. У 1955 році закінчив аспірантуру і захистив кандидатську дисертацію. Після закінчення університету, з 1959 по 1967 рік працював старшим науковим співробітником, начальником лабораторії, відділу, відділення теоретичних досліджень і моделювання НДІ-49 (Науково-дослідний інститут командних приладів, з 1973 року — ЛНВО «Граніт»), був заступником головного конструктора бортової апаратури системи управління протикорабельної крилатої ракети П-6 з динаміки управління. У 1963 році захистив докторську дисертацію.
У 1968 році Олександр Трифонович Барабанов перейшов на роботу до Севастопольського приладобудівного інституту (нині Севастопольський державний університет), де організував кафедру технічної кібернетики і беззмінно керував нею протягом більше тридцяти років. Під його керівництвом кафедра займала провідні позиції в галузі підготовки інженерних кадрів, науково-дослідної та освітньо-педагогічної діяльності. З 2015 року називалася кафедра «Інформатика і управління в технічних системах». В університеті вчений пропрацював більше 50 років.
Олександр Трифонович створив і керував науковою школою «Нестаціонарні і функціонально складні системи і процеси», підготував 36 кандидатів технічних наук, багато з яких продовжили працювати в університеті. Був членом редакційної колегії журналу «Динамічні системи» Кримського федерального університету.
Помер 19 вересня 2018 року в Севастополі.

## Відзнаки та нагороди
- Був нагороджений орденом «Трудового Червоного Прапора» (1963), медалями «За трудову доблесть» (1981) і українським орденом «За заслуги» III ступеня.
- Удостоєний відзнаки "Нагрудний знак «За наукові досягнення» Міністерства освіти і науки України[7].
- У квітні 2018 року йому було присвоєно звання «Заслужений професор Севастопольського державного університету»[1].